# RegioExpress

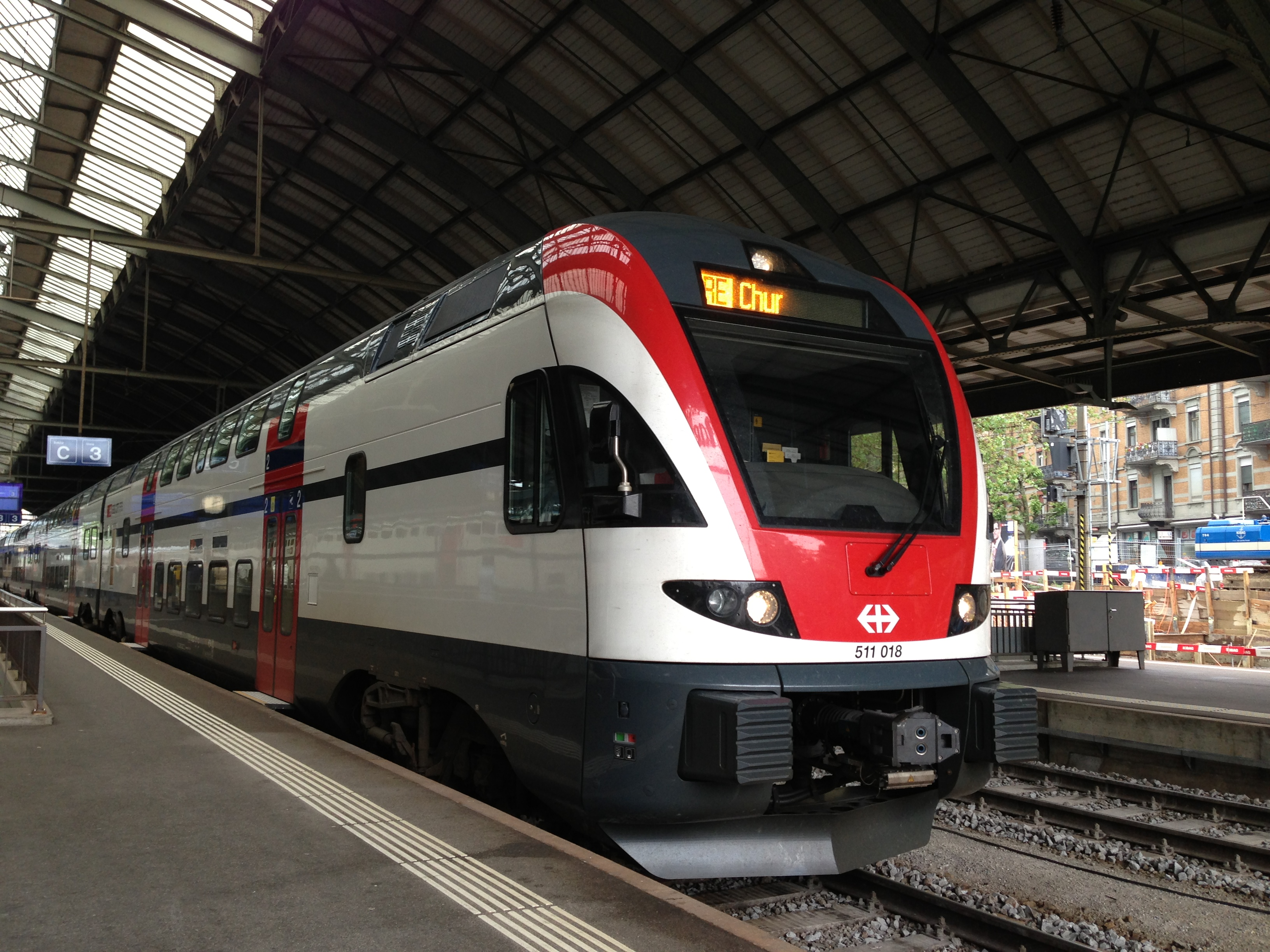
Rheintal-Express mit SBB RABe 511 in St. Gallen

Der RegioExpress (abgekürzt RE) ist ein beschleunigter Zug des Regionalverkehrs in der Schweiz, er entspricht etwa dem Regional-Express in Deutschland und Österreich.
Im Gegensatz zu Regios hält er nicht an allen Stationen. Die Haltestellenfrequenzen sind verglichen mit einem InterRegio oft markant höher: so halten die RegioExpress-Züge zwischen Olten und Luzern achtmal, während die InterCity-Züge gar nicht und die InterRegio-Züge höchstens zwei Mal halten. Die Zugumläufe sind meist kürzer als bei einem InterRegio, und die Wagen sind im Gegensatz zu InterRegios nicht immer klimatisiert. Die RegioExpress-Züge gehören zum Regionalverkehr, InterRegio-Züge dagegen zum Fernverkehr.

## Geschichte
Bis zum Fahrplanwechsel 2004 war diese Zuggattung, damals noch als RX abgekürzt, nur auf bestimmten Strecken wie Konstanz–Zürich oder beim Rheintal-Express (St. Gallen–Chur) anzutreffen. Auf diversen Strecken existierte noch eine Zuggattung, die je nach Landesteil als Schnellzug, train direct oder treno diretto bezeichnet wurde. Diese Züge wurden je nach Zugehörigkeit zum Regional- oder Fernverkehr in RegioExpress und InterRegio umgetauft, da diese Bezeichnungen sprachneutral sind und in der gesamten Schweiz einheitlich verwendet werden können.
Ursprünglich planten die Schweizerischen Bundesbahnen (SBB), die bisherigen Schnellzüge ohne Rücksicht auf Haltefrequenz und Rollmaterial in RX (innerhalb einer Region) und IR (zwischen Regionen) aufzuteilen (beispielsweise St. Gallen–Chur 1997–1999 abwechselnd RX St. Gallen–Chur und IR Basel–St. Gallen–Chur mit gleichem Rollmaterial und gleicher Haltefrequenz).
Heute sind RegioExpress-Züge allgemein durch Bund und Kantone bestellte, beschleunigte Züge, die durch verschiedene Unternehmen gefahren werden, neben den SBB insbesondere auch durch die BLS, z. B. Bern–Luzern oder der Lötschberger über die Lötschberg-Bergstrecke, und die Rhätische Bahn (RhB). Mittlerweile werden immer mehr RE-Linien nummeriert, wie z. B. bei der MGB oder der TPF.

## Rollmaterial
Im Gegensatz zu IR-Zügen besteht beim RegioExpress kein Pflichtanteil an klimatisiertem Rollmaterial, dessen ungeachtet wird versucht, moderne und klimatisierte Wagen einzusetzen.

## Strecken

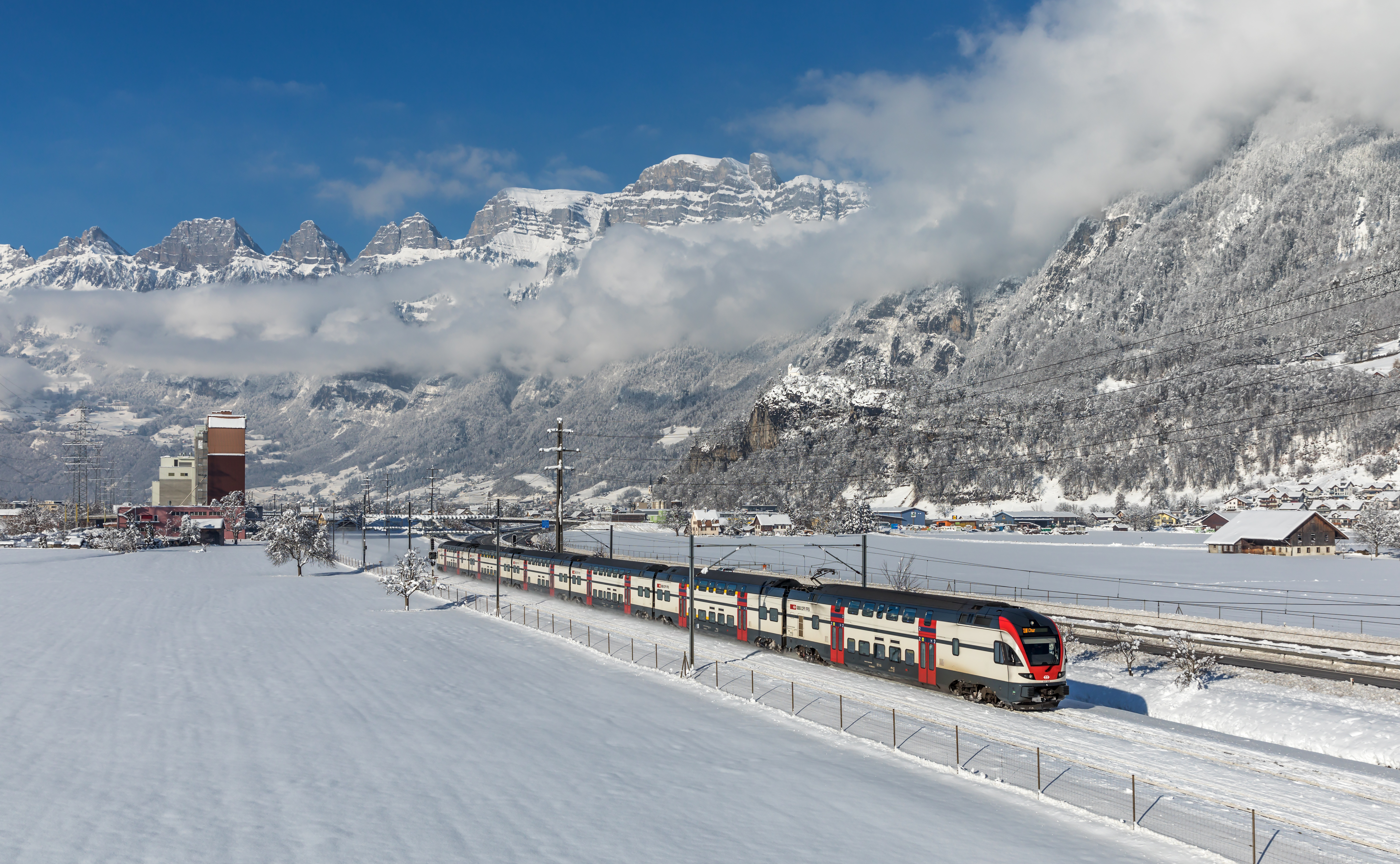
SBB RABe 511 029 ist unterwegs von Zürich nach Chur als RE 3471

Auf folgenden Strecken verkehren regelmässig RegioExpress-Züge:
- 1 Herisau – St. Gallen – Romanshorn – Kreuzlingen Hafen – Konstanz  (Thurbo)
- 1 Bern – Spiez – Brig (– Domodossola) (Alle 2 Stunden nach Domodossola) (BLS)
- 1 Bern – Spiez – Zweisimmen  (BLS)
- 1 Bern – Spiez (Flügelung) – Brig (– Domodossola) / Zweisimmen (Alle 2 Stunden nach Domodossola)
- 2 Bern – Düdingen – Fribourg/Freiburg – Romont – Bulle – Broc-Village  (tpf, RE2 und RE3)
- 6 Neuchâtel – La Chaux-de-Fonds – Le Locle  (SBB)
- 7 Luzern – Wolhusen (– Langenthal)  (BLS)
- 7 Luzern – Wolhusen – Konolfingen – Bern  (BLS)
- 9 Spiez – Interlaken Ost  (BLS)
- 9 (Bern –) Neuchâtel – Travers – Frasne  (SBB)
- 12 Olten – Brugg AG – Wettingen (– Zürich HB)  (SBB)
- 13 St. Gallen – Rorschach – Buchs SG – Sargans (   abends nach Betriebseinstellung des  13) (SBB)
- 24 Luzern – Sursee – Olten  (SBB)
- 33 Annemasse/Genève-Aéroport – Genève – Lausanne – Martigny  (SBB)
- 37 Aarau – Lenzburg – Zürich HB  (SBB)
- 48 Zürich HB – Bülach – Schaffhausen  (SBB)
- 56 Biel/Bienne – Delémont – Delle (– Meroux TGV)  (SBB)
- 75 Winterthur – Konstanz  (Thurbo)
- 80 Locarno – Cadenazzo – (Ceneri-Basistunnel –) Lugano – Mendrisio – Chiasso – Como San Giovanni – Monza – Milano Centrale (   seit 5. April 2021) (TILO)
- RE 6 Chur – Langwies – Litzirüti – Arosa  (RhB)
- RE 7 Chur – Reichenau-Tamins – Ilanz – Trun – Disentis/Mustér  (RhB)
- RE 8 Chur – Thusis  (RhB)
- RE 9 St. Moritz – Pontresina – Ospizio Bernina – Poschiavo – Tirano  (RhB)
- RE 13 Landquart – Schiers – Klosters (Flügelung) – Davos / St. Moritz  (RhB)
- RE 24 Landquart – Schiers – Klosters (Flügelung) – Davos / Scuol-Tarasp  (RhB)